# Khthonikus istenek

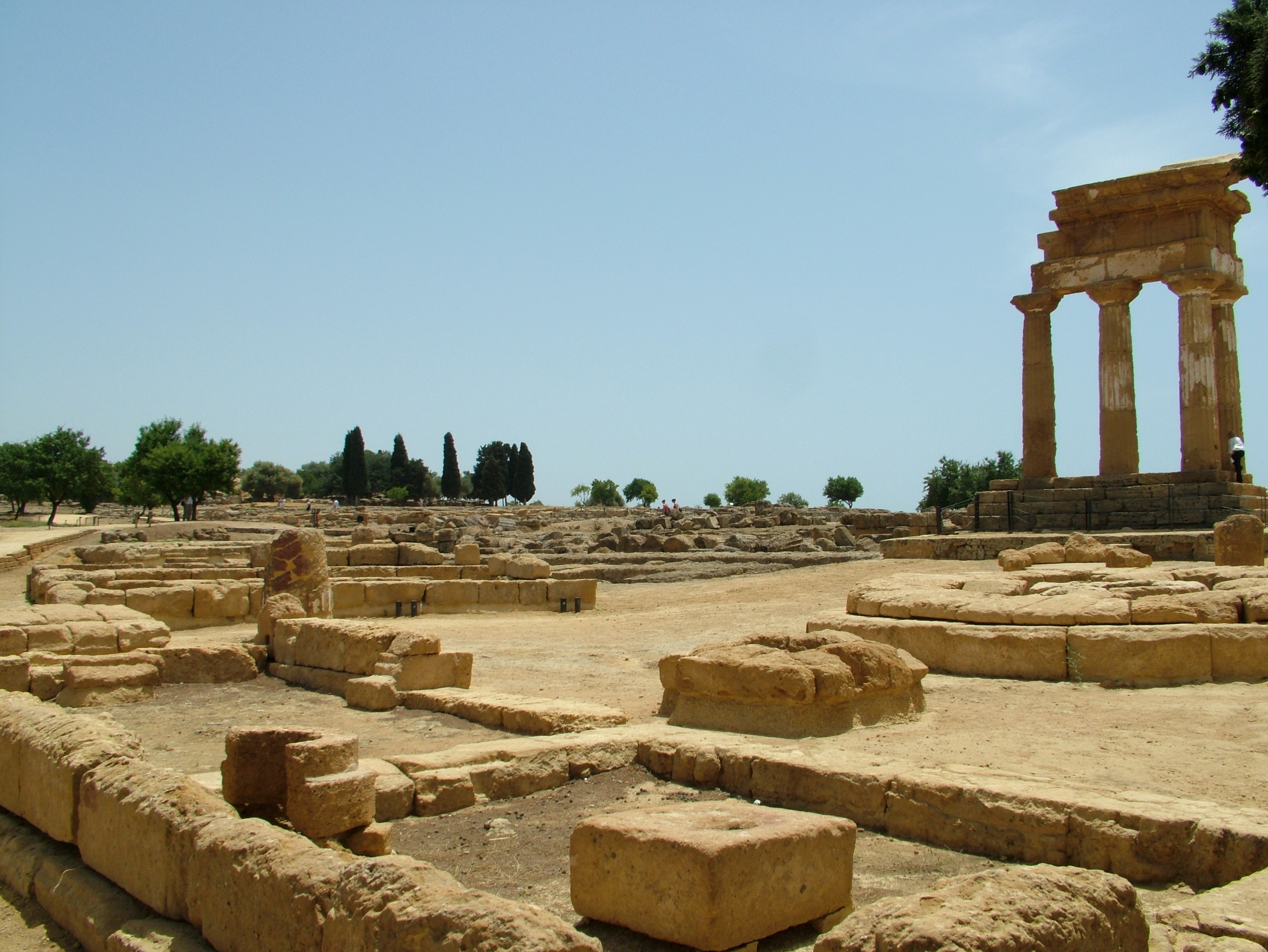
A khthonikus istenek szentélye a szicíliai Agrigentóban; háttérben a Dioszkuroszok temploma rekonstruált része

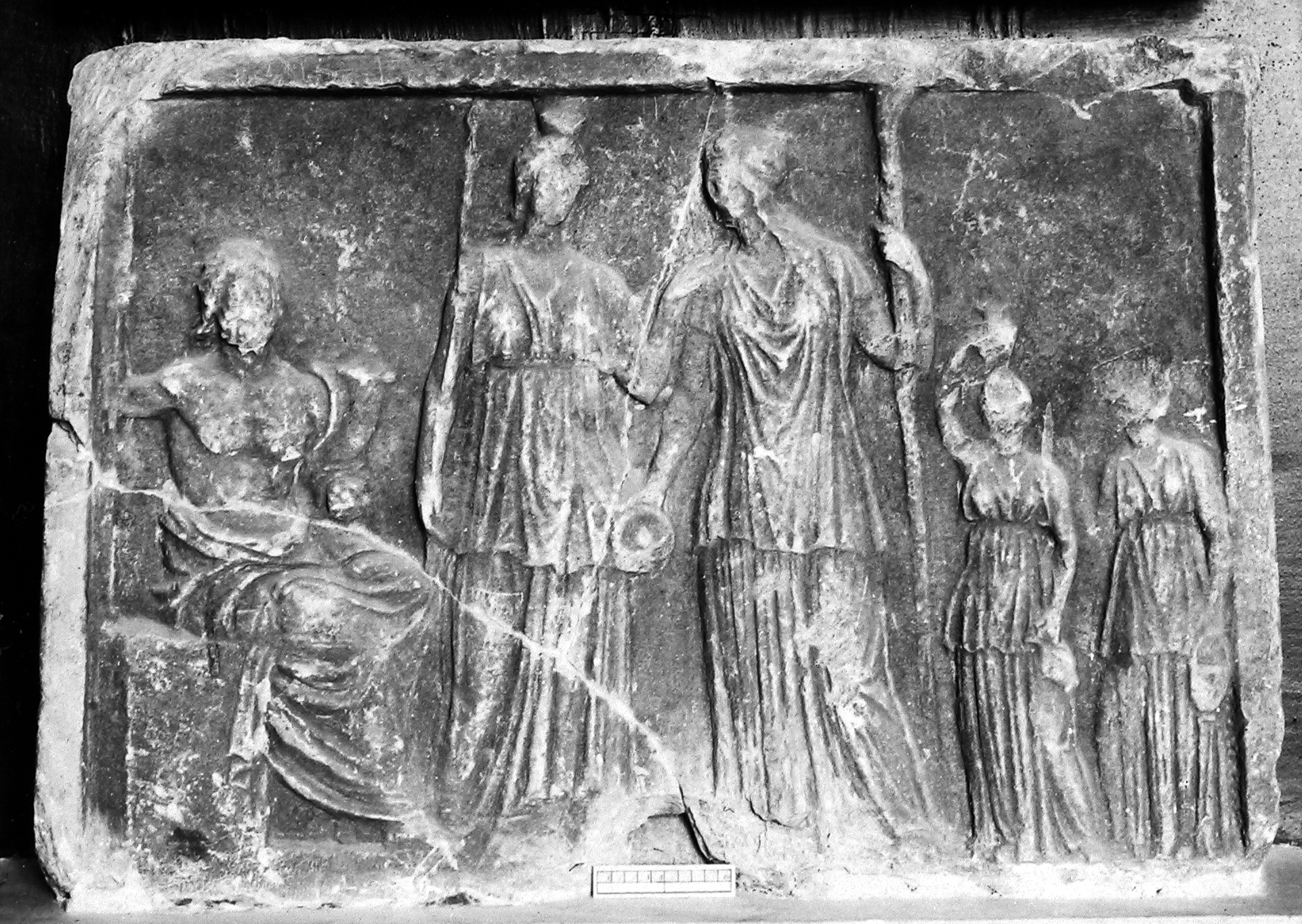
Áldozati tábla khthonikus istenek részére (dombormű Athén Nemzeti Múzeumában, lelőhelye: Tegea)

Khthonikus istenek vagy khthonioi (ógörögül: Χθόνιοι θεοί, Χθόνιοι; a khthoniosz „a Földhöz tartozó, föld alatti“) azok az istenek – főként a görög mitológiában, de más kultúrkörök isteneit is nevezik így –, akik az alvilágot reprezentálják és halálhozók valamint azok is, akik életet és termékenységet ajándékoznak (lásd még khthonizmus).
A férfi istenek gyakran kapták a ógörögül: Χθόνιος khthoniosz ragadványnevet (példaként Zeusz Khthoniosz, Hadészt is így nevezik, az alvilág urát), míg a nőneműek ógörögül: Χθονία khthonia toldalékot kapnak. 
Ez utóbbiakhoz tartozik Perszephoné, Hadész felesége. Ide sorolhatóak az Erinnüszök, egyes nimfák is, akik gyakran meghatározott vidékeket reprezentálnak (vesd össze a Khthonia és Khthonios nevet viselőkkel).
Hésziodosz a khthonioi gyűjtőfogalmat alkalmazza a titánokra. A tragédiák költőinél is előjön ez a kifejezés a khthonoi türannoszok megszólításaival összhangban vagy pedig mint elhatárolás más gyűjtőnevektől, mint a tenger vagy a levegő istenei - így például, Arisztophanésznál parodisztikus formában.Hermész esetében Mégis gyakran nem elég világos, hogy a drámai megszólítás az istenekre, vagy a holtak közösségére irányul. Ugyanis ezeket is kthoniosz-ként szólítják meg.
Elsőként khthonikus istennek Hadészt jelölték meg,  már az Iliasz eposz  az olimpiai Zeusz kiegészítő istenének nevezi őt , mint „alvilági“ Zeusz Katakhthonios. Sok a bizonytalanság azonban akörül, hogy ez a megnevezés Hadész szinonimája-e, vagy pedig magát Zeuszt jelenti alvilági alakjában, a kettős névvel történő megszólításakor. Így Korinthoszon, Míkonoszon, és Olümpiában Zeusz Khthonios Ge Khthoniával együtt (Gaia) és Dionüszosz Lenaiosz tisztelték. Csak ennél a kultusznál bizonyított a khthonia megjelölés Gaianál.
Démétért, az anyaistent Hermioné toldaléknév alatt mint Khthonia Theia tisztelték. Az ötödik századtól kezdve egyre gyakarbban találkozunk Hekaté Khthonia, az útkereszteződések istennőjével, aki egyben a világok közti kapuk őrzője is.
Tüphónt khthoniosz daimónnak is nevezték, Khthonion legelsősorban Dionüszosz, a vegetáció istene és khthoniák a fámák, a  gorgók valamint Brimo, miközben ez Perszephonénak és Hekaténak is  másik neve, valamint Ceresé és Kübeléé is.
Khthoniosz vagy khthonia jelzőket kaptak azok a mitikus emberek, akiknek földi származását akarták ezzel kiemelni. Példák ezekre a thébai szpartosz Khtonios és Erekhtheusz leánya Khtonia.

## Fordítás
Ez a szócikk részben vagy egészben  a   Chthonische Götter című német Wikipédia-szócikk ezen változatának fordításán alapul.  Az eredeti cikk szerkesztőit annak laptörténete sorolja fel. Ez a jelzés csupán a megfogalmazás eredetét és a szerzői jogokat jelzi, nem szolgál a cikkben szereplő információk forrásmegjelöléseként.